# Deutschösterreich, du herrliches Land
Deutschösterreich, du herrliches Land (In tedesco "Austria tedesca, tu terra meravigliosa"), scritto dal Cancelliere Karl Renner e messo in musica da Wilhelm Kienzl fu de facto inno dell'Austria dal 1920 al 1929.

## Testo
Deutschösterreich, du herrliches Land, wir lieben dich!
Hoch von der Alm unterm Gletscherdom
Stürzen die Wasser zum Donaustrom,
Tränken im Hochland Hirten und Lämmer,
Treiben am Absturz Mühlen und Hämmer,
Grüßen viel Dörfer, viel Städte und ziehn
Jauchzend zum Ziel, unserm einzigen Wien!
Du herrliches Land, unser Heimatland,
Wir lieben dich, wir schirmen dich.
Deutschösterreich, du Bergländerbund, wir lieben dich!
Frei durch die Tat und vereint durch Wahl,
Eins durch Geschick und durch Blut zumal.
Einig auf ewig, Ostalpenlande!
Treu unserm Volkstum, treu dem Verbande!
Friede dem Freund, doch dem Feinde, der droht,
Wehrhaften Trotz in Kampf und Not!
Du Bergländerbund, unser Ostalpenbund,
Wir lieben dich, wir schirmen dich.

## Traduzione
Austria tedesca, tu terra meravigliosa, noi ti amiamo!
In alto, dall'Alpe, sotto duomi glaciali
Le acque affluiscono nel Danubio,
tra i monti dissetano agnelli e pastori,
fanno da propulsione a macine e magli,
Salutano molti paeselli, tante città e giungono
Esultando alla meta, alla nostra unica Vienna!
O tu, terra meravigliosa, nostra terra natia,
Noi ti amiamo, noi ti proteggiamo.
Austria tedesca, federazione di terre montane, noi ti amiamo!
Libera attraverso l'azione e unita per la scelta,
Una nel destino e specialmente nel sangue.
Per sempre unita, terra delle Alpi Orientali!
Fedele al nostro carattere nazionale, fedele alla nostra unità!
Sia pace all'amico; al nemico, però, che minaccia,
Sia vigile disprezzo in battaglia e in necessità!
Federazione di terre montane, terra delle Alpi Orientali,
Noi ti amiamo, noi ti proteggiamo.